# Alsónána
Alsónána è un comune ungherese centro-meridionale di 708 abitanti (dati 2001). È situato nella contea di Tolna.